# Mehamns flygplats
Mehamns flygplats (norska: Mehamn lufthavn) är en regional flygplats belägen väster om tätorten Mehamn i Gamviks kommun i Finnmark fylke i nordligaste Norge. Flygplatsen är Kontinentaleuropas nordligaste flygplats.    

## Faciliteter
Det finns inga restauranger eller butiker på flygplatsen. Det finns heller inga flygbussar men taxiservice och biluthyrning finns tillgängligt. Parkering såväl kort som lång tid är gratis.

## Destinationer
Mehamn ingår i Finnmarks kustflygrutt, där planen går mellan Tromsø och Kirkenes med fem-sex mellanlandningar.
| - Berlevåg (Widerøe) - Båtsfjord (Widerøe) - Hammerfest (Widerøe) - Kirkenes (Widerøe) | - Tromsø (Widerøe) - Vadsø (Widerøe) - Vardø (Widerøe) |